# Hypsotropa lactealis
Hypsotropa lactealis is een vlinder uit de familie snuitmotten (Pyralidae). De wetenschappelijke naam van deze soort is voor het eerst geldig gepubliceerd in 1913 door Rothschild.
De soort komt voor in tropisch Afrika.